# Nové Mesto
Nové Mesto (em português: Cidade Nova; em alemão: Neustadt; em húngaro: Pozsony-Újváros)  é um bairro de Bratislava, capital da Eslováquia. Está situado no distrito de Bratislava III, na região de Bratislava. Tem 37,48 km² de área e sua população em 2018 foi estimada em 38.938 habitantes.